# Budynki mieszkalne przy ulicy Teatralnej 22-26 i Piotra Skargi 7-17 we Wrocławiu

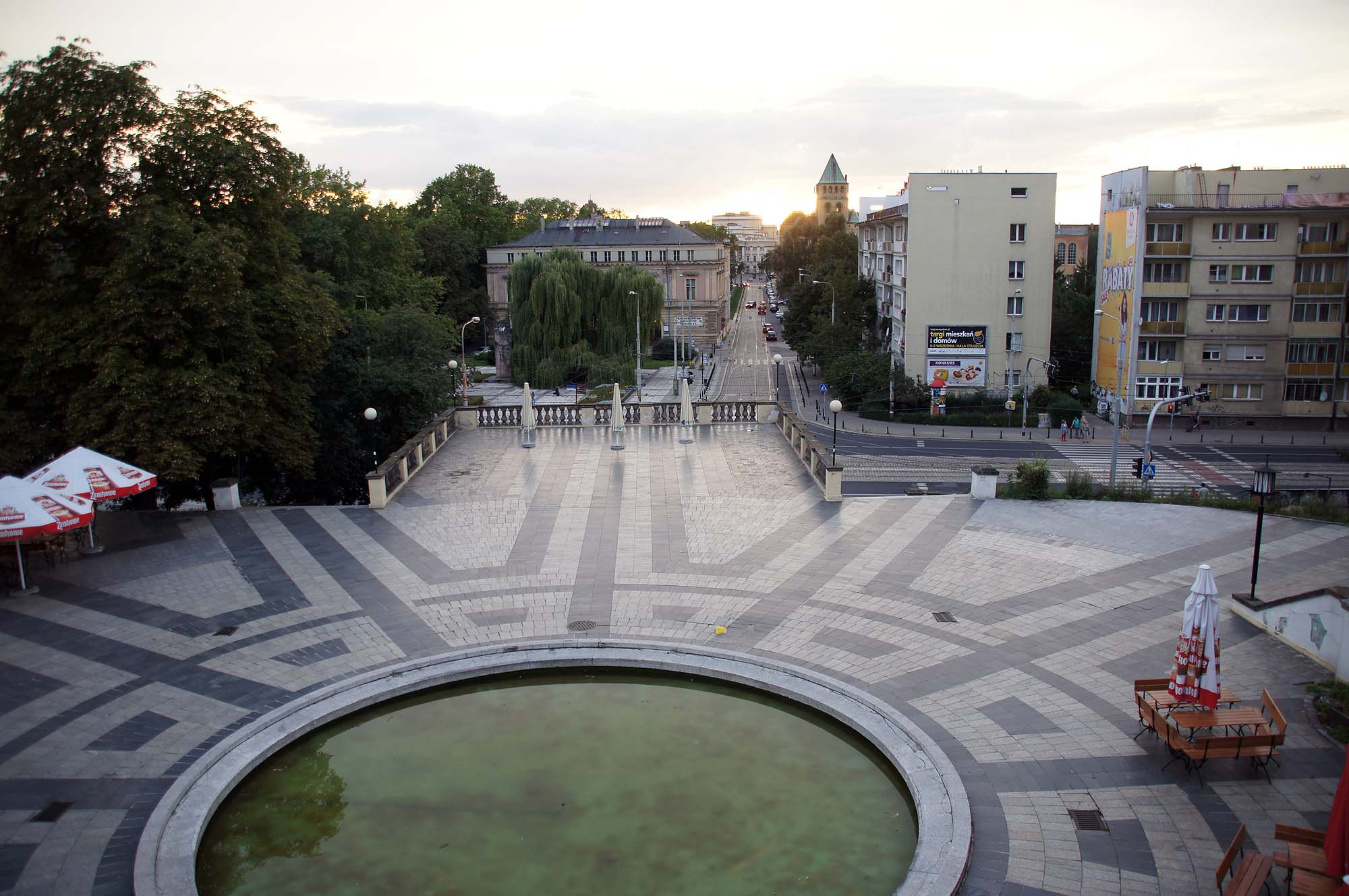
Wzgórze Partyzantów, po prawej bud. ul. Teatralna 22-26 i fragment bud. ul. P. Skargi 13-17

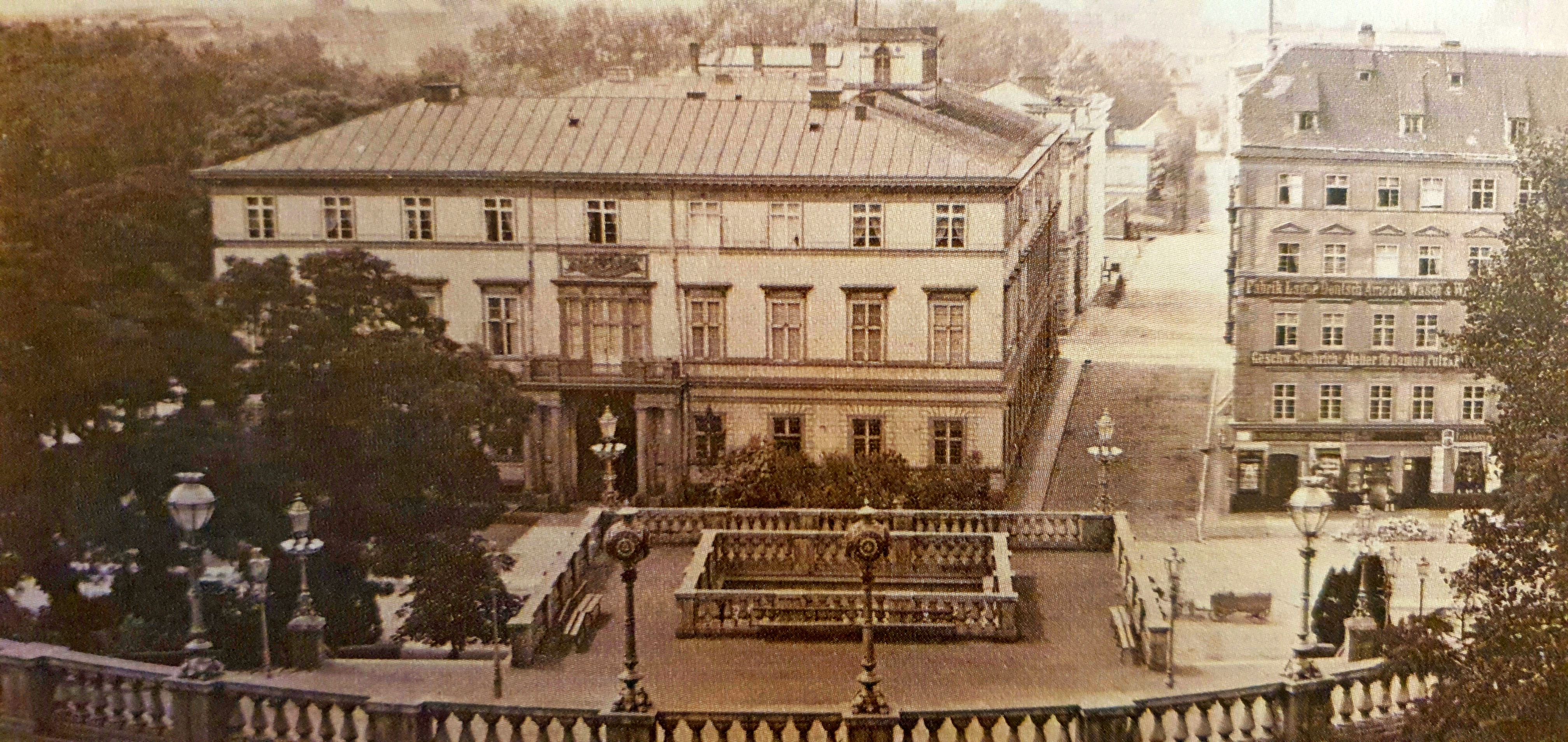
Nieistniejąca zabudowa historyczna

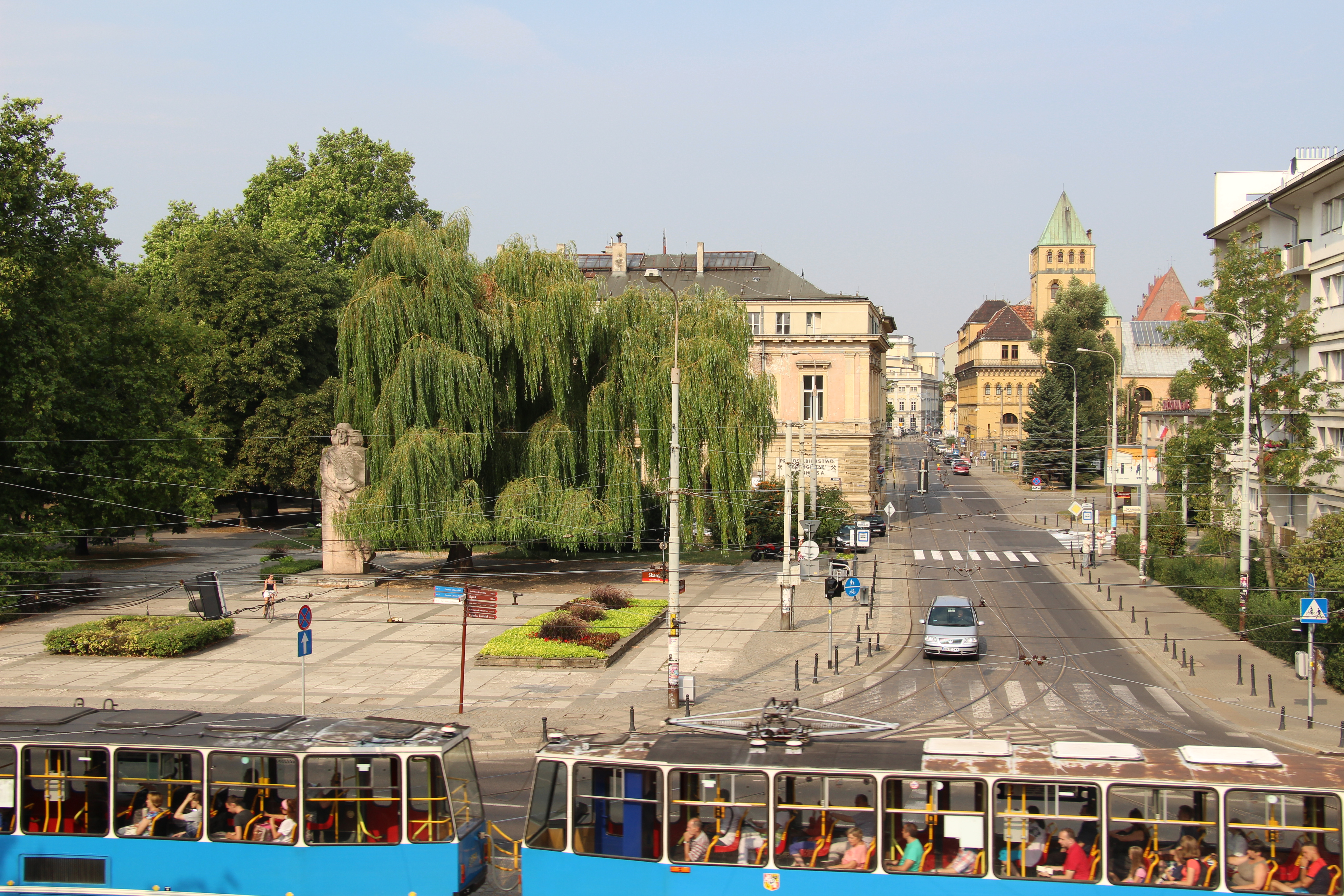
Ul. Teatralna, po prawej nr 22-26, po lewej skwer z pomnikiem Mikołaja Kopernika i Promenada Staromiejska

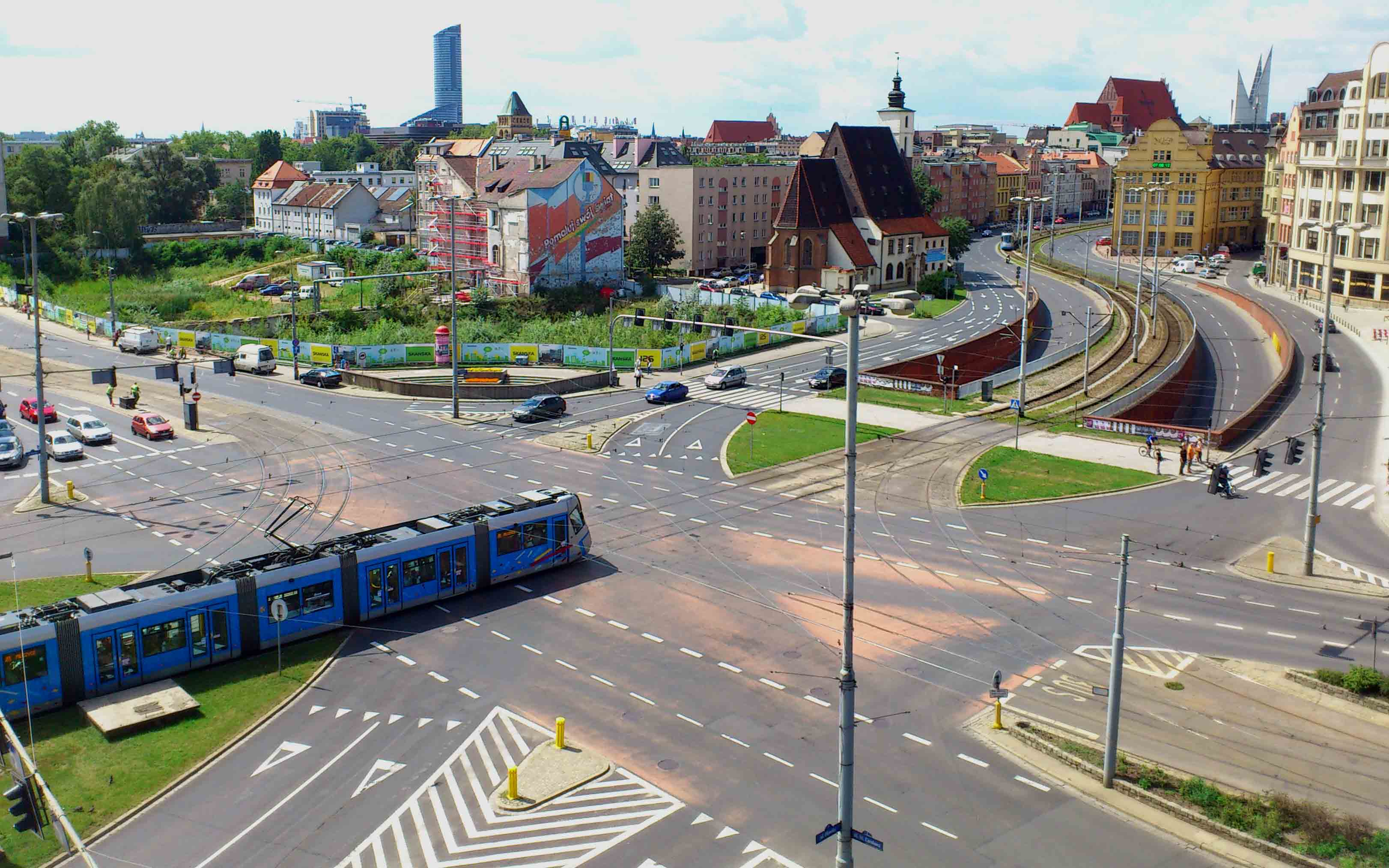
Wolny teren po drukarni, pałac, po lewej zieleń we wnętrzu międzyblokowym

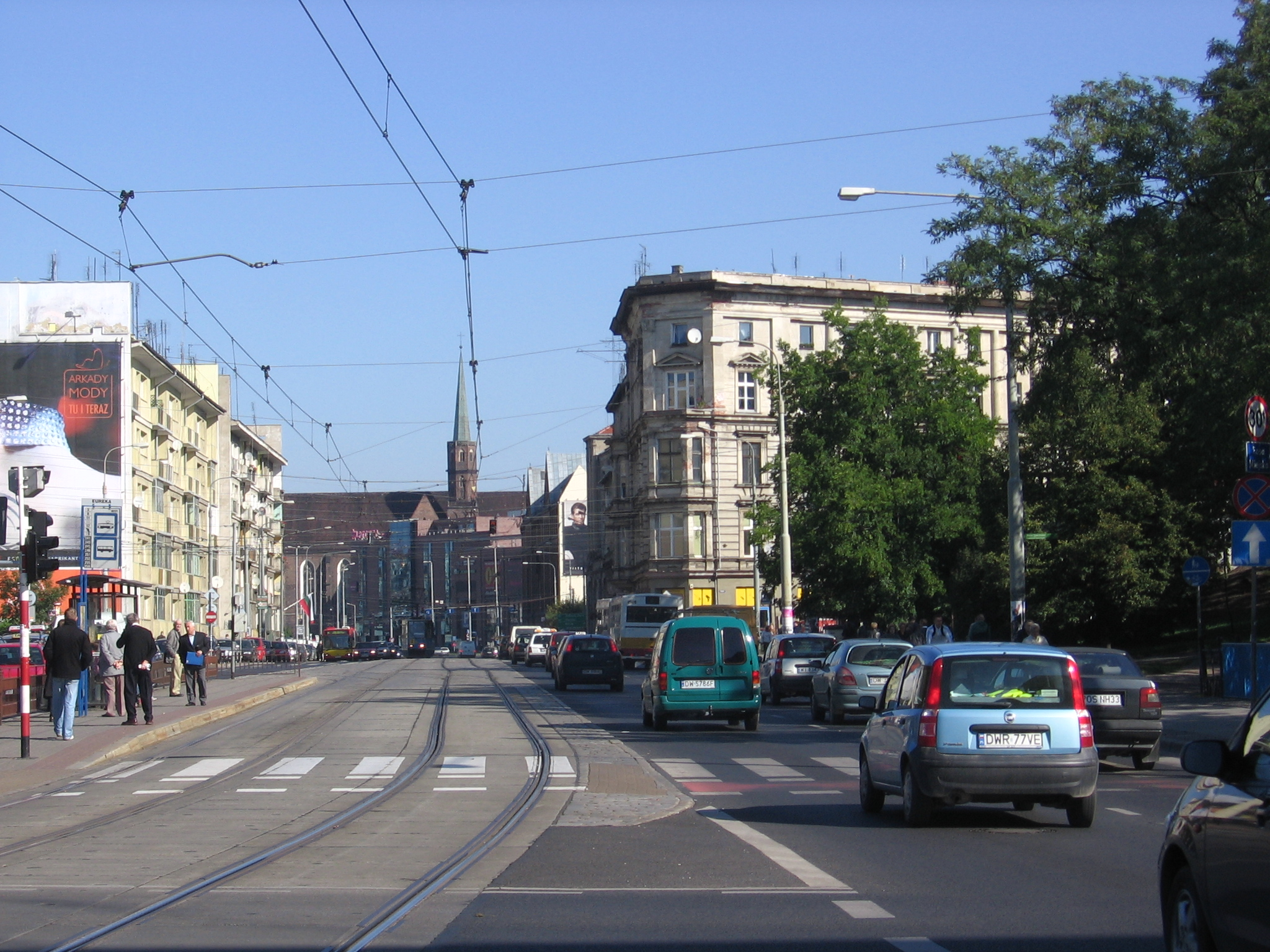
Ul. P. Skargi, po lewej bud. nr 13-17 i dalej 7-11

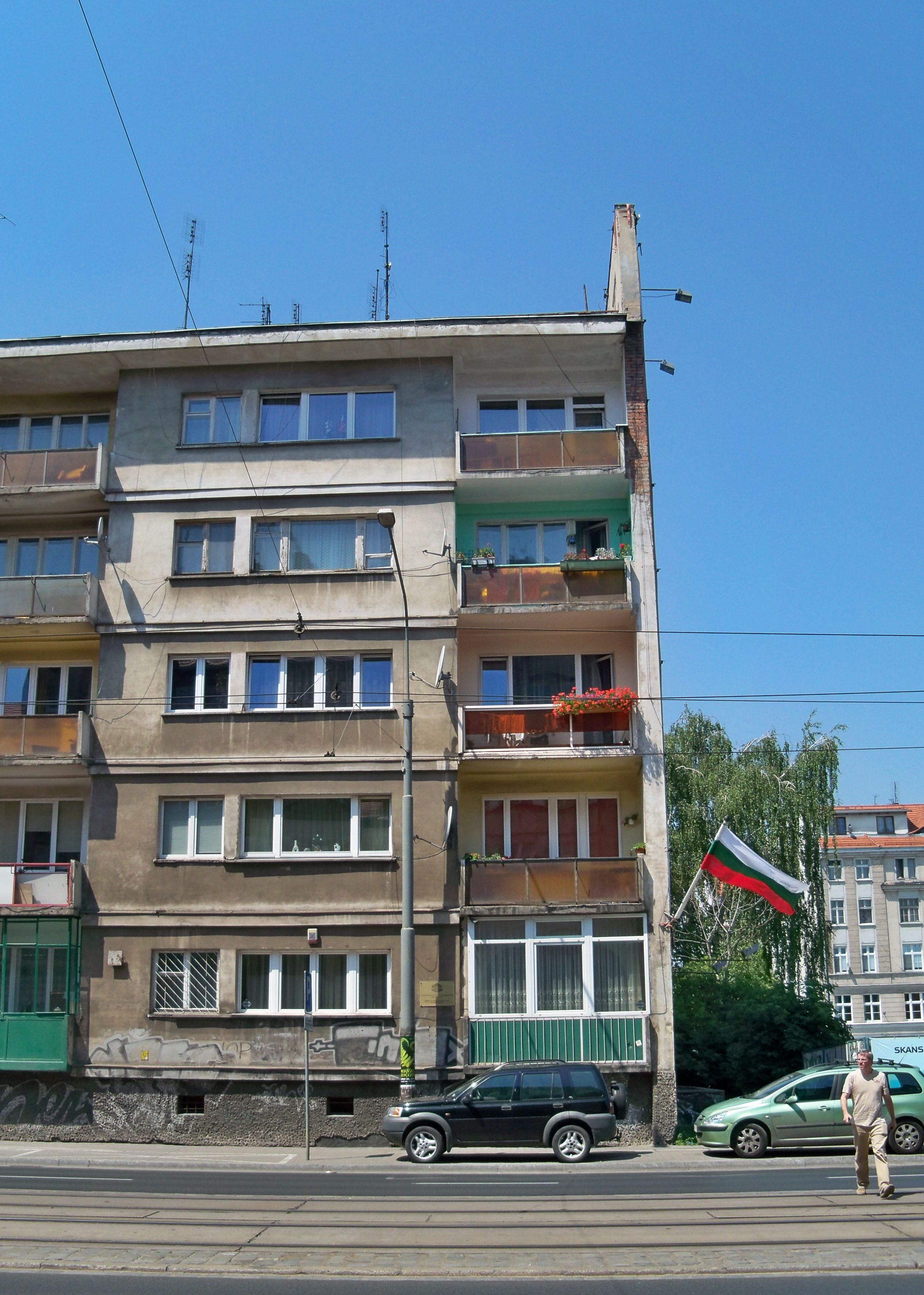
Ul. P. Skargi 7

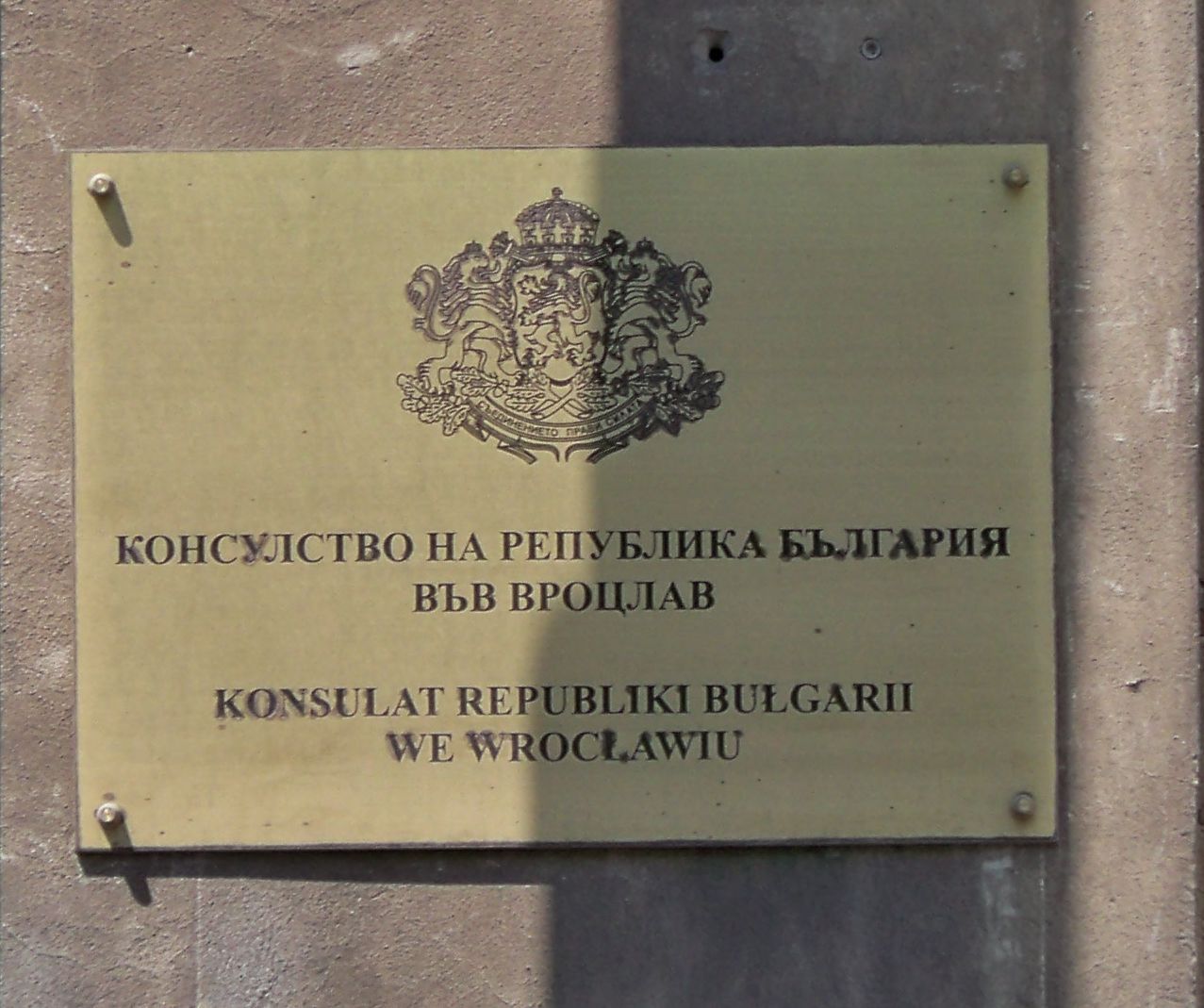
Tablica informacyjna konsulatu

Budynki mieszkalne przy ulicy Teatralnej 22-26 i Piotra Skargi 7-17 we Wrocławiu – trzy budynki mieszkalne położone we Wrocławiu w obrębie Starego Miasta. Zostały zaprojektowane przez Jadwigę Grabowską-Hawrylak. Zlecenie na projekt autorka otrzymała w 1955 r., a ich realizacja zakończyła się w 1959 r. Położone są przy ulicy Teatralnej 22-26 oraz przy ulicy Piotra Skargi 7-11 i 13-17. Ocenia się, że architektura tych obiektów jest przykładem świadomego kształtowania bryły budynków oraz wnętrza mieszkalnego.

## Położenie i otoczenie
Budynki mieszkalne wielorodzinne przy ulicy Teatralnej 22, 24 i 26 oraz przy ulicy Piotra Skargi 7, 9, 11 i 13, 15, 17 we Wrocławiu położone są w obrębie Starego Miasta, w kwartale ulic: ks. Piotra Skargi, Teatralna, Wierzbowa, i Oławska, przy czym północna część tego kwartału zajęta jest przez współczesną zabudowę biurową. Obszar ten przynależy do samorządowego osiedla Stare Miasto.
Część miasta, w której zlokalizowane są budynki, zaliczana jest do obszarów zabudowy śródmiejskiej położonej w ścisłym centrum, z dużym stopniem wykorzystania terenu oraz z dużą gęstością zaludnienia. Charakterystycznymi cechami takiej zabudowy jest blok urbanistyczny w postaci kwartału zabudowy, z ciągłymi pierzejami wzdłuż ulic i placów. Występuje znaczne przemieszanie zabudowy mieszkalnej i zabudowy przeznaczonej pod inne aktywności. Występują tu także licznie ważne obiekty i obszary publiczne oraz komercyjne. Teren ten charakteryzuje się także najlepszym dostępem do infrastruktury komunikacyjnej, a przy ulicy Piotra Skargi, ulicy Teatralnej i pobliskich ulicach Podwale, Oławska i bł. Czesława oraz placu Dominikańskim, znajdują się przystanki tramwajowe i przystanki autobusowe dla linii komunikacyjnych w ramach wrocławskiej komunikacji miejskiej.
Wokół zespołu budynków dominuje historyczna zabudowa i inne obiekty, ujęte w rejestrze zabytków lub w gminnej ewidencji zabytków, obejmujące ciągła pierzeję wschodnią ulicy Piotra Skargi na północ od ulicy Nowej oraz Bastion Sakwowy (obecnie Wzgórze Partyzantów) na południe od ulicy Nowej, po stronie południowej ulicy Teatralnej zaś Promenadę Staromiejską oraz Pałac Leipzigera, a po stronie zachodniej ulicy Wierzbowej, na północ od ulicy Menniczej, budynek dawnej elektrowni oraz zachowane kamienice. Ponadto po zachodniej stronie ulicy Wierzbowej znajduje się zabudowa jednostki straży pożarnej (Jednostka Ratowniczo-Gaśnicza PSP nr 1), a na północ od zespołu budynków w tym samym kwartale ulic współczesny biurowiec Dominikański, zintegrowany także z zabytkowym budynkiem Pałacu Oppersdorfów.

## Historia
Teren, na którym zrealizowano omawianą zabudowę, przed II wojną światową był gęsto zabudowanym obszarem, w którym kwartały ulic wypełniały ciągłe pierzeje śródmiejskiej zabudowy, przede wszystkim kamienice. Taka struktura tkanki miejskiej sprawiała, że był to obszar gęsto zaludniony. W wyniku działań wojennych prowadzonych podczas oblężenia Wrocławia w 1945 r. znaczna część zabudowy uległa zniszczeniu. Po uporządkowaniu gruzów powstały wolne tereny na których zrealizowano nowe zagospodarowanie. Oprócz omawianej zabudowy mieszkalnej, w jej najbliższym sąsiedztwie, po zachodniej stronie ulicy Wierzbowej w 1964 roku zbudowano strażnicę straży pożarnej, natomiast po południowej stronie ulicy Teatralnej urządzono skwer, na którym w 1974 r. został posadowiony Pomnik Mikołaja Kopernika. Natomiast w zachowanych budynkach dawnej drukarni miejskiej położonych na północ od zabudowy już 12.05.1945 r. uruchomiono drukarnię – Prasowe Zakłady Graficzne.
W 1955 r. zostało zlecone Jadwidze Grabowskej-Hawrylak wykonanie projektu zabudowy wolnej przestrzeni obejmującej teren pomiędzy ulicami: ks. Piotra Skargi (strona wschodnia), Wierzbowa (strona zachodnia) i Teatralna (strona południowa). Po stronie północnej zaś tego terenu znajdowała się zachowana ówcześnie zabudowa na którą składał się budynek Prasowych Zakładów Graficznych przy ulicy Piotra Skargi 3-5 oraz Pałac Oppersdorfów przy ulicy Wierzbowej 30. Wewnątrz tak wyznaczonego obszaru przebiegała jeszcze ulica Arrasowa.
Zlecenie to stanowiło kontynuację zamierzenia polegającego na odbudowie zniszczonego w czasie II wojny światowej traktu prowadzącego z Dworca Głównego w kierunku Starego Miasta. Taka zabudowa realizowana była już w rejonie ulicy Tadeusza Kościuszki i Hugona Kołłątaja, obejmująca m.in. tak zwany Mezonetowiec. Zaprojektowane zostały w tym obszarze trzy budynki mieszkalne, których budowa została zakończona w 1959 r., przy czym budynek przy ulicy Teatralnej 22-24 przeznaczony dla spółdzielni „Alfa” został oddany do użytku w 1958 r.. Ostatecznie uznaje się w różnych źródłach, że odbudowa tego fragmentu przestrzeni zakończono do 1960 r., choć wykonana z zatarciem historycznego układu urbanistycznego. Odsunięcie budynków od dawnych, historycznych linii zabudowy umożliwiło w 1969 r. poszerzenie ulicy Piotra Skargi dla potrzeb planowanej trasy północ-południe. Jedyną przeszkodę stanowił jeszcze budynek drukarni wymuszający mocne zwężenie ulicy w początkowej części północnej. Dopiero jego wyburzenie umożliwiło poszerzenie ulicy na całej długości, a wolny obszar, wraz z rewitalizacją i integracją Pałacu Oppersdorfów, zabudowano w latach 2013-215 budynkiem biurowym.

## Nieruchomości i własność
Współcześnie budynki stanowią odrębne nieruchomości. Różny jest także status prawny wnętrza międzyblokowego oraz zbudowanych w jego obrębie garaży i innych budynków. Pierwszy z budynków mieszkalnych przy ulicy Piotra Skargi, numery 7, 9 i 11, został podzielony na trzy odrębne nieruchomości gruntowe praktycznie po jego obrysie. I tak numer 7 to nieruchomość o powierzchni działki wynoszącej 189 m² i ewidencyjnej powierzchni zabudowy wynoszącej 188 m². Stanowi ona współwłasność osób fizycznych i Gminy Wrocław. Numer 9 położony jest na działce o powierzchni 196 m² i ewidencyjnej powierzchni zabudowy wynoszącej 188 m². Również ta nieruchomość stanowi współwłasność osób fizycznych i Gminy Wrocław. Z kolei nr 11 położony jest na działce o powierzchni 190 m² i ewidencyjnej powierzchni zabudowy wynoszącej 187 m². Ta z kolei nieruchomość stanowi współwłasność osób fizycznych. Kolejny budynek przy ulicy Piotra Skargi 13, 15, 17 położony jest na działce o polu powierzchni wynoszącym 1.002 m², a ewidencyjna powierzchnia zabudowy wynosi 565 m². Stanowi on współwłasność osób fizycznych i innych osób prawnych. Trzeci z budynków przy ulicy Teatralnej 22, 24, 26 położony jest na działce o powierzchni wynoszącej 1.459 m², a ewidencyjna powierzchnia zabudowy wynosi 550 m². Również stanowi on współwłasność osób fizycznych i innych osób prawnych. Wszystkie wyżej wykazane budynki mają przypisany rodzaj wg KŚT jako m - budynki mieszkalne (110), natomiast działki na których są posadowione mają przypisany klasoużytek określony jako B - tereny mieszkaniowe. Pozostała zabudowa obejmuje garaże o różnym statusie własnościowym z przypisanymi adresami przy ulicy Wierzbowej 23, 24, 24a. Są to trzy zespoły garaży jednostanowiskowych i jednokondygnacyjnych. Oprócz tego zbudowano tu trafostację o powierzchni zabudowy 76 m² oraz niewielki budynek biurowy Spółdzielni Mieszkaniowej „Cichy Kącik”. Część terenu zajmuje droga wewnętrzna przebiegająca na śladzie ulicy Arrasowej. Jest to działka o polu powierzchni wynoszącym 271 m². Inne działki pozostają własnością gminy, a część z nich jest w użytkowaniu wieczystym. Zagospodarowane są w znacznym stopniu zielenią osiedlową.

## Architektura
Na ten zespół zabudowy składają się trzy jednakowe budynki rozmieszczone w układzie liniowym wzdłuż ulic tworzące ich pierzeje (ulica Piotra Skargi i ulica Teatralna), z rozdzieleniem ich prześwitami. Dodatkowo przy samym narożniku skrzyżowania ulicy Piotra Skargi i Teatralnej wykreowano niewielki skwer. Każdy z budynków ma sześć kondygnacji nadziemnych oraz kondygnację podziemną piwnic. Budynki rozmieszczono w nowych liniach zabudowy, z pominięciem historycznych uwarunkowań przedwojennych.
Podstawę kompozycji kształtującą elewacje budynków stanowią horyzontalne gzymsy oraz loggie. Okna rozmieszczone są w dużych otworach grupujących stolarkę okienną po trzy w jednym otworze. Takie szerokie przeszklenia są ujęte w asymetryczne szprosy. Zapewniają one znacznie lepsze doświetlenie wnętrz mieszkań i ułatwiają przewietrzanie. Balustrady loggi wykonano jako tafle zbrojonego szkła ujęte w stalowe obramowania. Wyrazistym elementem budynków są ich zwieńczenia. Mianowicie nad frontowym traktem wykreowany został taras–solarium, ujęty z trzech stron w wysokie ściany szczytowe chroniące od wiatru oraz podkreślające konstrukcyjną logikę budynku.
Wnętrze obiektów obejmuje niewielkie mieszkania jedno- i dwupokojowe. W każdym z nich architektka przewidziała wbudowane szafy i meble kuchenne. W poziomie poddasza przewidziano pomieszczenia gospodarcze przeznaczone do wspólnego użytkowania, takie jak pralnie i suszarnie, a w piwnicy pomieszczenia na wózki.

## Zieleń
W kontekście zieleni zwraca się uwagę na szczególną lokalizację budynków mieszkalnych, w pobliżu Promenady Staromiejskiej, dającą mieszkańcom bezpośredni dostęp do intensywnego programu przestrzeni zielonych, co w przypadku centrum miasta jest możliwością stosunkowo rzadko spotykaną. Sam modernistyczny układ zabudowy wykreował zielone wnętrze międzyblokowe, a rozdzielenia między budynkami, w szczególności przy skrzyżowaniu ulicy Teatralnej i ulicy Piotra Skargi, które z tych ostatnich umożliwiło urządzenie niewielkiego skweru, zapewniły silne powiązanie wnętrza kwartału z okoliczną zielenią. A zieleń ta to przede wszystkim Promenada Staromiejska przebiegająca nad fosą miejską po stronie południowej od zespołu budynków. Tu w jej ramach pomiędzy ulicą Wierzbową, Teatralną i Piotra Skargi oraz fosą powstał nienazwany plac z pomnikiem Mikołaja Kopernika. Ponadto po przeciwnej stronie ulicy Piotra Skargi między ulicą Nową a fosą wnosi się Wzgórze Partyzantów (dawny Bastion Sakwowy). Natomiast za budynkiem Pałacu Leipzigera przy promenadzie znajduje się Park Mikołaja Kopernika (Ogród Staromiejski).

## Odniesienia i opinie
Współcześnie budynki w pewnych aspektach oceniane są pozytywnie. W zakresie architektury obiektów podkreśla się, iż budynki są przykładem świadomego kształtowania zewnętrznej bryły budynków. Dzięki ich takiej a nie innej lokalizacji zapewniono bezpośredni kontakt z zielenią, a ukształtowane zagospodarowanie wykreowało także bogate w tym zakresie wnętrze międzyblokowe. Za pozytywne rozwiązanie uznaje się stworzenie niewielkiego skweru przy skrzyżowaniu skutecznie wiążącego wnętrze międzyblokowe z otaczającą budynki zielenią promenady. W niektórych opracowania porównuje się te obiekty z budynkami zaprojektowanymi zespołowo, w tym przez Jadwigę Grabowską-Hawrylak, przy ulicy Tadeusza Kościuszki i Hugona Kołłątaja, ze względu na ich pewne podobieństwo. Wskazuje się jednak, że w niniejszych budynkach jedynym w zasadzie wyraźnym podobieństwem są horyzontalne gzymsy i rozmieszczenie logii lecz inne aspekty architektury budynków sprawiają, że podobieństwo to należy uznać za pozorne i możliwe do uznania jedynie na tzw. „pierwszy rzut oka”. Jeśli chodzi zaś o wnętrza tu również uznaje się, iż jest to przykład świadomego kształtowania wnętrza mieszkalnego z funkcjonalnymi rozwiązaniami małych mieszkań. Ponadto podkreśla się w wyjątkowość jak na ówczesne czasy programu wyżej wymienionych współdzielonych pomieszczeń użytkowych, uznawanych w połowie lat 50. XX wieku za luksus.
Przed uchwaleniem studium uwarunkowań i kierunków zagospodarowania przestrzennego dla miasta Wrocławia z 2018 r. podczas prac i analiz dotyczących jakie obiekty uznać za dobra kultury współczesnej ten zespół budynków był jedną z propozycji, która nie została jednak uwzględniona i nie znalazła się na wrocławskiej liście takich dóbr.
W budynku przy ulicy Piotra Skargi 7 mieści się Konsulat Republiki Bułgarii we Wrocławiu.

## Współczesność i przyszłość
Omawiana zabudowa jest w całości ukierunkowana na mieszkalnictwo. Ze względu na atrakcyjne położenie w centrum miasta współcześnie obszar ten postrzegany jest jako potencjalne miejsce kreacji usług centrotwórczych i innych. Tym bardziej, że cały obszar w ramach którego posadowione są przedmiotowe budynki klasyfikuje się jako przestrzeń publiczną o charakterze ogólnomiejskim, położoną tuż przy bulwarze ogólnomiejskim i przy ciągu komunikacyjnym stanowiącym rdzeń ogólnomiejski (ulica ks. Piotra Skargi), będący ulicą handlową. W stosunku do tej przestrzeni uznaje się, że jest to obszar wymajający przekształceń i rehabilitacji w ramach wielofunkcyjnego centrum miasta. Powyższe ma swoje odzwierciedlenie w powstających dokumentach planistycznych. Z tego względu miejscowy plan zagospodarowania przestrzennego dla tego terenu choć nadal dopuszcza mieszkalnictwo z wyłączeniem pierwszej kondygnacji (parter), to kładzie nacisk na usługi centrotwócze, towarzyszące i ogólne. Nowo wznoszone obiekty o wysokości w zakresie od 15 m do 22 m / 25 m mogą być w całości przeznaczone na takie usługi lub ewentualnie mogą oferować mieszkania ale wyłącznie na wyższych kondygnacjach. Ponadto dopuszcza się zabudowę po całym obwodzie omawianego terenu odtwarzającą pierzejową zabudowę wzdłuż wszystkich trzech ulic, łącznie z dziś niemal niezabudowaną na tym odcinku ulicą Wierzbową. Wskazuje się jedynie na obowiązek wykonania ciągu pieszego na przedłużeniu ulicy Menniczej, ale z całkowitym pominięciem dawnej ulicy Arrasowej.